# Ellis Park Stadium
Ellis Park Stadium (dříve znám jako Coca-Cola Park) je sportovní stadion ve čtvrti Doornfontein v Johannesburgu. Jeho kapacita dosahuje až 59 600 míst. Stadion byl zbudován v roce 1928. Na stadionu hraje své domácí zápasy tým Springboks.